# Bacciarelli (herb szlachecki)
Bacciarelli – polski herb szlachecki.

## Opis herbu
Na tarczy dwudzielnej w polu prawym czerwonym pół orła białego w koronie złotej, w polu lewym srebrnym 4 słupy czerwone, na nich gwiazda złota, nad nią i pod nią po rybie srebrnej. W klejnocie nad hełmem bez korony gwiazda jak w tarczy między skrzydłami orlimi nad pojedynczym piórem strusim, czerwonym. Z boku hełmu zwisają pióra strusie, po trzy z każdej strony; środkowe po każdej stronie czerwone.

## Historia herbu
Nadany w 1768 Marcellemu Bacciarelli, dyplom wydany w roku 1771.

## Herbowni
Jedna rodzina herbownych (herb własny):
Bacciarelli.